# 江村専斎
江村 専斎（えむら せんさい、永禄8年（1565年） - 寛文4年9月26日（1664年11月13日））は、安土桃山時代から江戸時代初期にかけての京都の医師、儒学者。名は宗具、字は専斎、倚松庵と号した。

## 生涯
永禄8年（1565年）、誕生。永禄年間に播磨三石城主・江村民部大輔孝与が織田信長に圧せられて出奔し京都に隠棲し、専斎はその孫にあたる。父の栄基は聞香をよくし、そのため豊臣秀吉にしばしば招かれたという。
秦宗巴に従って医術を学び、濂洛の学を修め、儒医として肥後熊本藩主・加藤清正に仕えた。清正の死後は京都に帰り、寛永年間に美作津山藩主・森忠政に招かれ、賓師の礼をもって遇された。
専斎は90歳を超えても眼や耳が衰えることなく、強壮であった。後水尾天皇に養生法を尋ねられて「養生の秘訣は別儀なし、飲食些く思慮も些し、ただ些の一字を体得するにあり」と答えた。寛文4年（1664年）、100歳になり、勅命により院参（上皇・法皇の御所に参上すること）を許され、鳩杖、黄金、扇紙などを賜わった。専斎はこれに感泣し、その家を賜杖堂と称した。また、専斎は和歌をよくして、細川幽斎、木下勝俊と交わった。
同年9月26日に死去。子は3子おり、好庵、剛斎、愚庵はいずれも文学をよくした。
なお、専斎の友人である伊藤坦庵が、専斎の日常談話を記録した『 老人雑話』がある。その中に、「筑前守（秀吉）は信長の手の者の様にて、其上（そのうえ）磊落（らいらく）の気質なれば、人に対して辞常にをこれり。明智は外様のやうにて、其上謹厚（きんこう）の人なれば、詞（ことば）常に慇懃（いんぎん）なり」という一文が載っており、豪放磊落な豊臣秀吉と謹厳実直な明智光秀の違いを指摘していると静岡大学名誉教授の小和田哲男は述べている。